# Црква Успења Пресвете Богородице у Братунцу
Црква Успења Пресвете Богородице једнобродна је грађевина у општини Братунац, Република Српска. Припада епархији зворничко-тузланској, а посвећена је Успењу Пресвете Богородице.
Градња храма започета је 1908. године. Темеље је осветио Митрополит Евгеније Летица, али се не зна датум освећења. Сазидан је од камена, димензија 16 × 10 m, покривен је бакром, купола је изнад солеје и има звоник са два звона. Градња је завршена 1911. године, а наредне, 1912. године, Митрополит зворничко-тузлански Иларион Радоњић осветио је храм.
Храм није живописан, а иконостас од храстовог дрвета ручни је рад у дуборезу Радета Пантића из Милића, израђен 2002. године. Иконе је осликао академски сликар Миодраг Шумарац из Београда.
После 1950. године одузете су све матичне књиге под изговором њиховог преписивања, али никада нису враћене. Парохијски дом саграђен је 1976. године, димензија 10 × 10 m и има приземље и спрат. Светосавски дом грађен је од 2001. до 2006. године и површине је 280 квадратних метара. У порти поред храма налази се објекат за паљење свећа саграђен 1996. године, а осветио га је Епископ Василије 14. августа 2006. године. На самом храму налазе се три спомен-плоче: две на западном зиду са спољашње стране и једна у храму на северном зиду, а на овим плочама налазе се имена приложника и добротвора храма.
При храму постоји дечји хор који води протојереј-ставрофор Душан Спасојевић. У склопу црквене општине делује и Српско добротворно и културно-просветно друштво „Свети Василије Острошки”, основано на оснивачкој скупштини 31. јануара 2008. године. Друштво се бави хуманитарним радом и пружањем помоћи и бригом о онима који су затворени по затворима широм БиХ због учешћа у Одбрамбено-отаџбинском рату 1992—1995. године, као и пружањем помоћи њиховим породицама. Друштво такође организује и духовне академије и трибине, концерте и слично. Председник друштва је протојереј-ставрофор Душан Спасојевић.